# Argentenay
Argentenay ist eine französische Gemeinde mit 79 Einwohnern (Stand 1. Januar 2022) im Département Yonne in der Region Bourgogne-Franche-Comté. Sie gehört zum Arrondissement Avallon und zum Kanton Tonnerrois. 
Nachbargemeinden sind Tanlay im Westen und im  Norden, Pimelles im Nordosten, Ancy-le-Libre im Südosten und Lézinnes im Südwesten.

## Bevölkerungsentwicklung
| Jahr      | 1962 | 1968 | 1975 | 1982 | 1990 | 1999 | 2008 | 2015 |
| --------- | ---- | ---- | ---- | ---- | ---- | ---- | ---- | ---- |
| Einwohner | 109  | 134  | 124  | 116  | 112  | 83   | 99   | 86   |